# Viviana Rodríguez
Viviana Cecilia Rodríguez Dreckmann (Santiago, 2 de diciembre de 1970) es una actriz chilena de cine y televisión. Se dio a conocer en la teleserie Doble juego de Canal 13.

## Carrera
Realizó sus estudios secundarios en el Colegio Nido de Águilas y estudió actuación en la Universidad de Chile.
En 1993 debutó como actriz en la teleserie Doble juego de Canal 13. Luego, siguió en TVN en Sucupira, Oro verde hasta que con Iorana decidió dar un paso al costado.
A principios de los 2000 dejó el país y estuvo radicada por dos años en Estados Unidos para estudiar en el Instituto de Teatro y Cine Lee Strasberg.
Regresó en 2003 para actuar en Machos, además de las películas Gente decente y Mujeres infieles.
En 2017 logró popularidad por su extendido trabajo actoral como María Luisa Guzmán en la serie Verdades ocultas, convirtiéndose así en uno de los personajes queridos de la televisión chilena, por las actitudes que ha llevado a lo largo de la serie el personaje.

## Vida personal
Estuvo casada con el empresario chileno Marco Simunovic, con quien tuvo una hija.

## Filmografía
- Gente decente (2004)
- Mujeres infieles (2004)
- Instrucciones para mi funeral (2012)
- Tiempos decentes (2013)
- Talion (2015)
- Gun Shy (2017)
- Vidas recicladas (2018)

## Televisión
| Año       | Título             | Papel                      | Notas        |
| --------- | ------------------ | -------------------------- | ------------ |
| 1993      | Doble juego        | Antonia Alzavía            |              |
| 1994      | Top secret         | Trinidad Mena              |              |
| 1995      | Juegos de fuego    | Moira Spencer              | Antagonista  |
| 1996      | Sucupira           | Sofía Montero              | Antagonista  |
| 1997      | Oro verde          | Gabriela Meyer             | Antagonista  |
| 1998      | Iorana             | Francisca Labbé «Matakuri» |              |
| 2003      | Machos             | Consuelo Valdés            |              |
| 2004      | Hippie             | Rafaela Morgán             |              |
| 2005      | Brujas             | Josefina Altamirano        |              |
| 2009      | Los exitosos Pells | Lupita Del Real            | 5 episodios  |
| 2010      | 40 y tantos        | Carolina Cousiño           | 7 episodios  |
| 2011      | Decibel 110        | Magdalena Arismendi        | 7 episodios  |
| 2014      | Vuelve temprano    | Renata Arancibia           |              |
| 2015      | Eres mi tesoro     | Carolina Ruiz              |              |
| 2016      | Sres. papis        | Blanca Harris              | 14 episodios |
| 2017-2021 | Verdades ocultas   | María Luisa Guzmán         |              |

| Año  | Título                 | Papel               | Notas                                   |
| ---- | ---------------------- | ------------------- | --------------------------------------- |
| 1997 | Las historias de Sussi | Brenda              | Invitada. Episodio: Sussi en el cabaret |
| 2002 | Cuentos de mujeres     | Sofía               | Papel principal. Episodio: Sofía        |
| 2007 | Mujeres que matan      |                     | 2 episodios                             |
| 2009 | Peligro latente        |                     | Papel principal. Episodio: Celos        |
| 2010 | Cartas de mujer        |                     | Invitada. Episodio: Carta de Leontina   |
| 2011 | Otra vez papá          | Magdalena           | 1 episodio                              |
| 2013 | Maldito corazón        | María Carolina Geel | Papel principal                         |

## Premios y nominaciones
- 1995: Nominada - Mejor proyección actoral por Juegos de fuego
- 2005: Nominada - Mejor actriz de cine por Gente decente